# Dracula: The Original Living Vampire
Pour plus de détails, voir Fiche technique et Distribution.
Dracula: The Original Living Vampire est un film d'horreur et fantastique américain réalisé par Maximilian Elfeldt, sorti en 2022. Il met en vedettes dans les rôles principaux Jake Herbert, Christine Prouty et India Lillie Davies. Il est adapté du roman Dracula, de Bram Stoker mais l’histoire est réimaginée comme une enquête policière se déroulant à Londres dans les années 1920. Le film est produit par The Asylum & The Global Asylum, LLC.

## Synopsis
La détective Amelia Van Helsing enquête sur une série de meurtres macabres visant des jeunes femmes. Toutes les victimes ont les cheveux roux et sont retrouvées vidées de leur sang, avec des marques de perforation au cou. Amelia est déconcertée mais elle rejette les hypothèses surnaturelles avancées par le médecin légiste Jonathan Harker. La petite amie d’Amelia, Mina Murray, a obtenu une promotion dans son travail. On lui demande de trouver une propriété pour le comte Dracula. Dans son enquête, Amelia conclut qu’un vampire est au travail et réalise ensuite que le vampire est le comte Dracula, mais il est apparemment introuvable. Dracula cherche la réincarnation de son amour perdu. Il fait maintenant une fixation sur Mina, croyant qu’elle est celle qu’il cherche. Lorsque Mina disparaît, Amelia est obligée de remettre en question toutes ses certitudes et d’admettre l’existence des monstres, dans une confrontation finale avec le comte Dracula.

## Distribution
- Michael Ironside : Dr Jack Seward
- Jake Herbert : Comte Dracula
- Stuart Packer : capitaine Renfield
- Christine Prouty : Amelia Van Helsing
- India Lillie Davies : Mina Murray
- Ryan Woodcock : Jonathan Harker
- Ana Ilic : Lucy
- Dajana Urumovic : victime
- Djordje Radivanovic : victime[6]
- Damjan Spasic : victime
- Ognjen Rabljenovic : vampire
- Uros Golubovic : vampire
- Justin A. Martell : officier de police
- Milos Divnic : officier de police[7]